# Leó Frankel
Leó Frankel, o anche Léo Fränkel (Buda, 25 febbraio 1844 – Parigi, 29 marzo 1896), è stato un politico ungherese.
Socialista, fu membro della Prima e della Seconda Internazionale, e partecipò all'esperienza della Comune di Parigi.

## Biografia
Nacque a Budapest in una famiglia ebrea da Albert Frankel e Regina Deutsch, e rimasto presto orfano, visse in Germania e forse anche in Inghilterra prima di giungere nel 1867 a Lione, da dove chiese l'iscrizione all'Internazionale a Londra.
Passato a Parigi, dove lavorò come operaio gioielliere, vi rappresentò la sezione tedesca dell'Internazionale. Per questo motivo fu arrestato alla fine dell'aprile 1870 con l'accusa di complotto e di appartenenza a società segreta. Condannato a luglio a due mesi di prigione, fu liberato alla caduta dell'Impero nel settembre 1870. Divenne membro della Guardia nazionale, del Comitato centrale dei venti arrondissement municipali e con Varlin ricostituì la sezione parigina dell'Internazionale.
Non venne eletto all'Assemblea Nazionale dell'8 febbraio 1871, dove si era presentato come candidato socialista rivoluzionario. Il 26 marzo si costituì a Parigi la Comune, e Frankel venne chiamato a far parte del Consiglio. Il 30 marzo scrisse a Marx: «Se riusciremo a trasformare radicalmente il regime sociale, la rivoluzione del 18 marzo sarà stata la più efficace di tutte quelle che si sono avute fino a oggi. Così facendo, risolveremmo i problemi cruciali delle rivoluzioni sociali a venire».
Fece parte della Commissione Finanze, della Commissione Lavoro e Scambio e poi ancora della Commissione Finanze. Decretò l'abolizione del lavoro notturno dei panettieri, il divieto delle multe sui salari e il censimento delle officine abbandonate in vista della creazione di officine cooperative. Votò per la costituzione del Comitato di salute pubblica ma poi aderì alla minoranza, contraria a quella decisione.
Durante la Settimana di sangue fu ferito in una barricata di rue du Faubourg-Saint-Antoine e fu salvato da Élisabeth Dmitrieff, la fondatrice dell'Union des Femmes. Sfuggito ai versigliesi, si rifugiò in Svizzera e poi in Inghilterra, mentre in Francia il Consiglio di guerra lo condannava a morte in contumacia.
A Londra prese parte nel settembre del 1872 alla conferenza dell'Internazionale, unendosi alle tesi di Marx, e l'anno dopo, al Congresso de L'Aia, votò per l'espulsione di Bakunin. Nel 1875 si trasferì in Germania ma ne fu subito espulso. Passato in Austria, in ottobre fu arrestato a Vienna. Liberato nel marzo del 1876, si trasferì in Ungheria per organizzare il Partito operaio. Arrestato nel 1881, fu condannato a diciotto mesi di carcere. Liberato nel febbraio del 1883, lavorò come tipografo e collaborò alla rivista socialista Gleichheit.
Tornò in Francia nel 1889, partecipando al Congresso di fondazione della II Internazionale. Collaborò al quotidiano dei socialisti tedeschi Vorwärts e a La Bataille di Lissagaray. Morì di polmonite nel 1896 e fu sepolto nel cimitero di Père-Lachaise. Aveva disposto nel testamento « funerali semplici come quelli dell'ultimo morto di fame » e chiesto di essere avvolto nella bandiera rossa, « la bandiera del proletariato internazionale, per l'emancipazione del quale ho dato la parte migliore della vita ». Dal 1968 i suoi resti riposano nel cimitero Kerepesi di Budapest.